# Piz Uccello
De Piz Uccello (Duits: Vogelhorn) is een 2724 meter hoge berg in de Zwitserse Alpen. De berg ligt op de grens van Graubündener dalen Valle Mesolcina en Rheinwald.
De berg met zijn markante piramidevormige top is het symbool van San Bernardino (1613 m). Vanuit deze plaats kan de berg via het onbewoonde Val Vignun in drie uur beklommen worden. De weg van de beroemde San Bernardinopas loopt langs de westzijde van de berg. Vanaf deze zijde is de piramidevorm van de Piz Uccello niet meer te herkennen maar blijft hij imposant door de loodrechte rode wanden.